# بکستر (آیووا)
بکستر (به انگلیسی: Baxter) شهری در ایالت آیووا کشور ایالات متحده آمریکا است که جمعیت آن در سرشماری سال ۲۰۱۰ میلادی، ۱٬۱۰۱ نفر بوده‌است.